# Yohann Ndoye-Brouard
Yohann Ndoye Brouard, né le 29 novembre 2000 à Chambéry, est un nageur français. Il est licencié aux Dauphins d'Annecy.

## Carrière
Yohann Ndoye Brouard  souffre d'un kératocône qui lui a valu des problèmes lors de certaine compétition.
Yohann Ndoye Brouard remporte aux Championnats de France de natation en petit bassin 2018 à Montpellier la médaille d'or du 100 mètres dos et du 200 mètres dos.
Il est sacré champion de France du 100 mètres dos lors des Championnats de France de natation 2019 à Rennes.
Il remporte la médaille de bronze du 100 mètres dos aux Championnats d'Europe de natation 2020 à Budapest.
En mars 2021, lors du Meeting Open Méditerranée - Golden Tour Camille Muffat à Marseille, Yohann Ndoye Brouard obtient sa qualification pour les Jeux olympiques de Tokyo en réussissant les minima sur 100 m et 200 m dos.
Le 19 mars, il réussit à obtenir sa qualification sur 100 m dos au détriment du nageur Mewen Tomac en réussissant un meilleur chrono en finale (52 s 97 pour Ndoye Brouard contre 53 s 10 en séries pour Tomac). Le lendemain, non favori sur 200 m dos et sur la ligne 1, Ndoye Brouard termine vainqueur de la course en battant le record de France de Benjamin Stasiulis en réussissant 1 minute 56 secondes et 10 centièmes, soit une amélioration de 29 centièmes du précédent record de France. Il obtient ainsi une deuxième qualification pour Tokyo.
Il réagit : « J'ai l'impression de rêver, et que je vais me réveiller une heure avant la finale en sueur en me disant : C'est quoi ce rêve de fou ! ».
En juillet 2021, à l'occasion du relais 4 x 100 m aux Jeux olympiques de Tokyo, il bat son record personnel sur 100 m dos en réalisant un temps de 52 s 77.
En novembre 2021, il est retenu dans la sélection de l'équipe de France qui va disputer en décembre les championnats du monde petit bassin à Abu Dhabi.
En février 2022, il remporte le 50 m dos en 25 s 03 lors de la première étape du Golden Tour Camille Muffat. Sa sœur, Maty Ndoye Brouard, réussit dans le même temps une grande victoire en remportant le 50 m papillon à seulement 17 ans.
Fin mai 2022, il termine second sur 50 m et 100 m dos lors de la deuxième journée du Mare Nostrum organisé à Monaco.
Aux Championnats d'Europe de natation 2022 à Rome, il est médaillé d'or du 200 m dos, médaillé d'argent du relais 4 × 100 m 4 nages et médaillé de bronze du 100 m dos.
Il est médaillé d'argent sur 100 mètres dos lors des Championnats d'Europe en petit bassin 2023 d'Otopeni, devancé par Mewen Tomac.
En août 2024, il remporte la médaille de bronze lors du 4 × 100 m quatre nages aux Jeux olympiques de Paris.
Le 29 juillet 2025, il remporte la médaille de bronze du 100 m dos aux championnats du monde 2025. Trois jours plus tard, il est médaillé de bronze du 200 mètres dos.

## Palmarès

### Jeux olympiques
| Édition    | Épreuve               | Épreuve                        | Épreuve                                       | Épreuve | Épreuve |
| Édition    | 100 m dos             | 200 m dos                      | 4 × 100 m quatre nages                        |         |         |
| Tokyo 2021 | 16e (demi-finale) DSQ | 9e (demi-finale) 1 min 56 s 83 | 10e (séries) 3 min 33 s 41                    |         |         |
| Paris 2024 | 7e 52 s 77            | 8e (demi-finale) 1 min 58 s 65 | Bronze 3 min 28 s 38 (RF) TP en dos : 52 s 60 |         |         |

RF : record de France

### Championnats du monde
| Édition        | Épreuve             | Épreuve              | Épreuve                                  | Épreuve | Épreuve |
| Édition        | 100 m dos           | 200 m dos            | 4 × 100 m quatre nages                   |         |         |
| Singapour 2025 | Bronze 51 s 92 (RF) | Bronze 1 min 54 s 62 | Argent 3 min 27 s 96 TP en dos : 52 s 26 |         |         |

### Championnats d'Europe

#### Grand bassin
| Discipline / Année | Budapest 2020    | Rome 2022            |
| 100 m dos          | Bronze 52 s 97   | Bronze 52 s 92       |
| 200 m dos          | 4e 1 min 56 s 37 | Or 1 min 55 s 62     |
| 4 × 100 m 4 nages  | 5e 3 min 33 s 10 | Argent 3 min 32 s 50 |

#### Petit bassin
| Discipline / Année | Otopeni 2023     |
| 100 m dos          | Argent 49 s 96   |
| 200 m dos          | 5e 1 min 50 s 35 |

## Décoration
- Chevalier de l'ordre national du Mérite (2024)[14]